# Bělima
Bělima, jinak též oční bělmo nebo skléra (latinsky: sclera), je neprůhledná (obvykle bílá, i když některá zvířata, jako koně nebo ještěři, mohou mít černou skléru), ochranná vnější vrstva oka obsahující kolagen a elastická vlákna. V dětství je tenčí a může skrz ni prosvítat pigment, takže může vypadat namodrale. Ve stáří může naopak zde uložený tuk vyvolat mírně nažloutlou barvu.
Lidské oči jsou unikátní tím, že na rozdíl od většiny zvířat je skléra vidět vždy (samozřejmě pokud je oko otevřené), což je způsobeno relativně malou duhovkou vzhledem k viditelné části oka.